# Glory Days (album)
Pour les articles homonymes, voir Glory Days.
Albums de Little Mix
Get Weird
(2015) LM5
(2018)
Singles
1. Shout Out to My Ex
Sortie : 16 octobre 2016
2. Touch
Sortie : 9 décembre 2016
3. No More Sad Songs
Sortie : 3 mars 2017
4. Power
Sortie : 26 mai 2017

Glory Days est le quatrième album du groupe féminin britannique Little Mix, sorti le 18 novembre 2016, sous les labels Syco Music et Columbia Records. Lors de sa sortie, les critiques acclament l'album, dont les paroles abordent des thèmes tels que la sexualité, les relations sexuelles, la solitude et d'autres sujets.
L'album enregistre les meilleures ventes depuis le début de la carrière du groupe avec près de 100 000 exemplaires vendus dès la première semaine. Il atteint les meilleures ventes d'albums en première semaine au Royaume-Uni pour un groupe de filles depuis Spiceworld et devient l'album d'un groupe de filles qui s'est vendu le plus rapidement depuis Survivor.

## Contexte
En octobre 2016, le groupe dévoile sur les réseaux sociaux, la pochette de l'album ainsi que sa date de sortie. Elles annoncent également une tournée afin de promouvoir l'album.

## Promotion
Afin de promouvoir l'album, le groupe organise une mini tournée de lancement au Royaume-Uni, en Australie, aux États-Unis, en France, aux Pays-Bas, au Chili, au Brésil, en Argentine, en Belgique, en Allemagne, en Norvège, en Finlande et à Singapour, appelée « Glory Days Road Trip ».

## Tournée
The Glory Days Tour est la quatrième tournée du groupe afin de promouvoir leur quatrième album. La tournée débute le 21 mai 2017 à Birkenhead, Angleterre et se termine le 25 mars 2018 à Kobe, Japon,.

## Accueil critique
Le journal The Guardian qualifie l'album de « perfection pop substantielle comme l'était autrefois le Girl power ». AllMusic conclut pour sa part : « L'album permet au groupe de livrer une série de chansons entraînantes et intelligemment conçues qui équilibrent le RnB de style années 60 avec une dance-pop élégante et électronique. Le grain de voix et la chimie impertinente du groupe font de Glory Days un album festif ». Dans une autre critique positive, Digital Spy écrit : « Little Mix nous offre leur album le plus personnel à ce jour, sans sacrifier les grands tubes, la sensibilité pop grand public et l'attitude impertinente. L'album entend quatre jeunes femmes se rassembler autour d'un lien très réel, ce qui rend leur message d'autant plus crédible ». Evening Standard félicite Little Mix d'avoir survécu avec leur quatrième album studio, écrivant que « l'album s'en tient pour l'essentiel à leur formule gagnante. Le quatuor s'est taillé une place dans le monde de la pop ».

## Accueil commercial
Il s'agit du premier album du groupe à se classer en tête des ventes au Royaume-Uni. Entré directement à la 1re place du UK Albums Chart avec 96 000 exemplaires écoulés, il réalise la meilleure vente en première semaine par un groupe féminin britannique depuis Spiceworld des Spice Girls en 1997 (avec 192 000 exemplaires), et devient l'album le plus rapidement vendu par un groupe féminin toute nationalité confondue depuis Survivor de Destiny's Child en 2001.
Certifié quadruple disque de platine par la British Phonographic Industry le 29 octobre 2021 pour plus de 1 200 000 ventes, Glory Days est le plus grand succès commercial du groupe au Royaume-Uni,.
Quatre titres sont extraits en single dont Shout Out to My Ex, qui s'est classé numéro 1 au Royaume-Uni en octobre 2016, et fut sacré meilleur single britannique lors des Brit Awards 2017 en février 2017,.

## Liste de chansons
| Glory Days - Édition Deluxe | Glory Days - Édition Deluxe | Glory Days - Édition Deluxe | Glory Days - Édition Deluxe                         | Glory Days - Édition Deluxe | Glory Days - Édition Deluxe | Glory Days - Édition Deluxe | Glory Days - Édition Deluxe | Glory Days - Édition Deluxe | Glory Days - Édition Deluxe |
| No                          | Titre                       | Auteur | Producteurs                                         | Durée                       |                             |                             |                             |                             |                             |
| --------------------------- | --------------------------- | --- | --------------------------------------------------- | --------------------------- | --------------------------- | --------------------------- | --------------------------- | --------------------------- | --------------------------- |
| 1.                          | Shout Out to My Ex          | - Edvard Førre Erfjord - Henrik Michelsen - Camille Purcell - Iain James - Ed Drewett - Perrie Edwards - Jesy Nelson - Leigh-Anne Pinnock - Jade Thirlwall | - Electric - Maegan Cottone                         | 4:06                        |                             |                             |                             |                             |                             |
| 2.                          | Touch                       | - Hanni Ibrahim - Patrick Patrikios - Shungudzo - Phil Plested                                                                                             | - MNEK - Cottone                                    |                             |                             |                             |                             |                             |                             |
| 3.                          | F.U.                        | - Samuel Gerongco - Robert Gerongco - Maegan Cottone - Jean-Baptiste - Michael McHenry - Alessia Rita Iorio                                                | - Kuya - Cottone                                    |                             |                             |                             |                             |                             |                             |
| 4.                          | Oops (ft. Charlie Puth)     | - Charlie Puth - Mike Caren - Jacob Luttrell | - Puth - Cottone                                    |                             |                             |                             |                             |                             |                             |
| 5.                          | You Gotta Not               | - Johan Carlsson - Alexander Kronlund - Ross Golan - Meghan Trainor                                                                                        | - Carlsson - Noah Passovoy                          | 3:11                        |                             |                             |                             |                             |                             |
| 6.                          | Down & Dirty                | - Edwards - Nelson - Pinnock - Thirlwall - Cottone - Fridolin Walcher - Sam Romans                                                                         | - Freedo - Cottone                                  | 2:55                        |                             |                             |                             |                             |                             |
| 7.                          | Power                       | - Dan Omelio - Purcell - James Abrahart | - Robopop - Matt Rad - Steve James - Cottone        | 4:07                        |                             |                             |                             |                             |                             |
| 8.                          | Your Love                   | - Purcell - Jeremy Coleman - Abrahart | - JMIKE - Cottone                                   | 3:27                        |                             |                             |                             |                             |                             |
| 9.                          | Nobody Like You             | - Steve Robson - Emily Warren | - Robson - Tommy Baxter - Adam Midgley - Joe Kearns | 4:08                        |                             |                             |                             |                             |                             |
| 10.                         | No More Sad Songs           | - Warren - Erfjord - Michelsen - Tash Phillips | - Electric - Kearns                                 | 3:26                        |                             |                             |                             |                             |                             |
| 11.                         | Private Show                | - Edwards - Nelson - Pinnock - Thirlwall - Walcher - Romans - Cottone                                                                                      | - Freedo - Kearns                                   | 2:41                        |                             |                             |                             |                             |                             |
| 12.                         | Nothing Else Matters        | - Peter Wallevik - Daniel Davidsen - Mich Hansen - Purcell - Wayne Hector                                                                                  | - Wallevik - Davidsen - Cutfather - Freedo - Kearns | 3:55                        |                             |                             |                             |                             |                             |
| 13.                         | Beep Beep                   | - Purcell - Erfjord - Michelsen - Iain James | - Electric - Kearns                                 | 3:52                        |                             |                             |                             |                             |                             |
| 14.                         | Freak                       | - Dan Bartlett - Nelson - Jake Roche - Nick Atkinson | - Bartlett - Atkinson - Cottone                     | 3:36                        |                             |                             |                             |                             |                             |
| 15.                         | Touch (acoustic)            | - Ibrahim - Patrikios - Govere - Plested | - Cottone                                           | 3:43                        |                             |                             |                             |                             |                             |
| 54:02                       |                             | |                                                     |                             |                             |                             |                             |                             |                             |

## Classements hebdomadaires
| Classement (2016)                  | Meilleure place |
| ---------------------------------- | --------------- |
| Allemagne (Media Control AG)       | 27              |
| Australie (ARIA)                   | 2               |
| Autriche (Ö3 Austria Top 40)       | 24              |
| Belgique (Flandre Ultratop)        | 11              |
| Belgique (Wallonie Ultratop)       | 67              |
| Canada (Canadian Albums Chart)     | 21              |
| Danemark (Tracklisten)             | 37              |
| Écosse (OCC)                       | 1               |
| Espagne (Promusicae)               | 9               |
| États-Unis (Billboard 200)         | 25              |
| Finlande (Suomen virallinen lista) | 26              |
| France (SNEP)                      | 53              |
| Irlande (IRMA)                     | 1               |
| Italie (FIMI)                      | 13              |
| Norvège (VG-lista)                 | 13              |
| Nouvelle-Zélande (RIANZ)           | 9               |
| Pays-Bas (Mega Album Top 100)      | 9               |
| Portugal (AFP)                     | 16              |
| Royaume-Uni (UK Albums Chart)      | 1               |
| Suède (Sverigetopplistan)          | 23              |
| Suisse (Schweizer Hitparade)       | 22              |

## Certifications
| Pays                       | Certification | Unités certifiées |
| -------------------------- | ------------- | ----------------- |
| Australie (ARIA)           | Or            | 35 000            |
| Brésil (Pro-Música Brasil) | Platine       | 40 000            |
| Canada (Music Canada)      | Or            | 40 000            |
| Danemark (IFPI)            | Platine       | 20 000            |
| Mexique (AMPROFON)         | Or            | 30 000            |
| Norvège (IFPI)             | Or            | 10 000            |
| Royaume-Uni (BPI)          | 4 × Platine   | 1 200 000         |
| Suisse (IFPI)              | Or            | 10 000            |